# The Legend of Zelda: Spirit Tracks
The Legend of Zelda: Spirit Tracks (яп. ゼルダの伝説　大地の汽笛 Дзэруда но Дэнсэцу Дайти но Китэки) — видеоигра из серии The Legend of Zelda, разработанная компанией Nintendo EAD для портативной консоли Nintendo DS и выпущенная в свет в декабре 2009 года.

## Сюжет
Действие игры Spirit Tracks берёт своё начало спустя несколько десятилетий после событий Phantom Hourglass. Линк, обучающийся на машиниста паровоза, прибывает на церемонию, посвящённую окончанию обучения, на которой принцесса Зельда просит его встретиться с ней в её покоях, остерегаясь при этом Канцлера Коула (англ. Chancellor Cole). После встречи Линк узнаёт, что из их мира начали исчезать железные дороги, именуемые Пути духов (англ. Spirit Tracks). Эти дороги представляют собой магические оковы, сдерживающие древнее зло, заточённое под Хайрулом. Чтобы выяснить причину исчезновения железных дорог, они с принцессой отправляется в Башню духов. Однако после того, как Линк и Зельда покидают замок, на них нападает Канцлер Коул и похищает тело принцессы, чтобы использовать её энергию для пробуждения древнего зла. При этом душа Зельды покидает тело, и Линк оказывается одним из немногих, кто может видеть её. Линк и Зельда отправляются в путь, чтобы восстановить Пути духов, помешать планам Канцлера и вернуть душу принцессы в её тело.

## Геймплей
Управление в игре во многом схоже с The Legend of Zelda: Phantom Hourglass: игрок использует стилус, чтобы управлять Линком, использовать оружие и предметы. Для решения некоторых задач в игре используется встроенный в консоль микрофон. В некоторых случаях принцесса Зельда может вселяться в тела противников, после чего ими также можно управлять стилусом. По мере игры игрок восстанавливает Пути духов, по которым Линк может путешествовать на паровозе, снабжённым пушкой для отстрела противников, гудком, а также грузовым вагоном для перевоза различных вещей. Также в игре существует возможность перевозить на поезде пассажиров за определённые награды. В игре вновь можно играть на Флейте духов, используя микрофон и сенсорный экран. В отличие от предыдущей части, в игре отсутствует многопользовательский режим посредством Nintendo Wi-Fi Connection. Однако существует возможность совместной игры (до четырёх человек) посредством функции DS Download Play.

## Рецензии и награды
| Сводный рейтинг       | Сводный рейтинг |
| Агрегатор             | Оценка          |
| --------------------- | --------------- |
| GameRankings          | 87,05 %         |
| Metacritic            | 87/100          |
| Иноязычные издания    |                 |
| Издание               | Оценка          |
| 1UP.com               | A-              |
| CVG                   | 9,1/10          |
| Eurogamer             | 9/10            |
| Game Informer         | 8/10            |
| GameRevolution        | A-              |
| GameSpot              | 8,5/10          |
| GameSpy               | [ 8 ]           |
| GamesRadar+           | [ 9 ]           |
| GameTrailers          | 9/10            |
| IGN                   | 9,3/10          |
| Nintendo Life         | 9/10            |
| Nintendo Power        | 9,5/10          |
| Nintendo World Report | 9/10            |
| ONM                   | 91 %            |
| PALGN                 | 9/10            |
| VideoGamer            | 8/10            |

На выставке GamesCom 2009 Spirit Tracks получила награду в номинации «лучшая портативная игра». Обозреватель IGN дал игре 9.3 балла из 10 возможных, что выше чем у Phantom Hourglass (9.0/10). В то же время оценка ресурса GameSpot составила 8.5/10, что ниже, чем у игры Phantom Hourglass (9/10), несмотря на то, что во всех аспектах игра была признана удачнее предыдущей части.
Средняя оценка на сайте Metacritic, базирующаяся на 25 рецензиях, составляет 87 баллов из 100. Совокупная оценка на Game Rankings составляет около 87 %.